# Corps expéditionnaire français en Chine

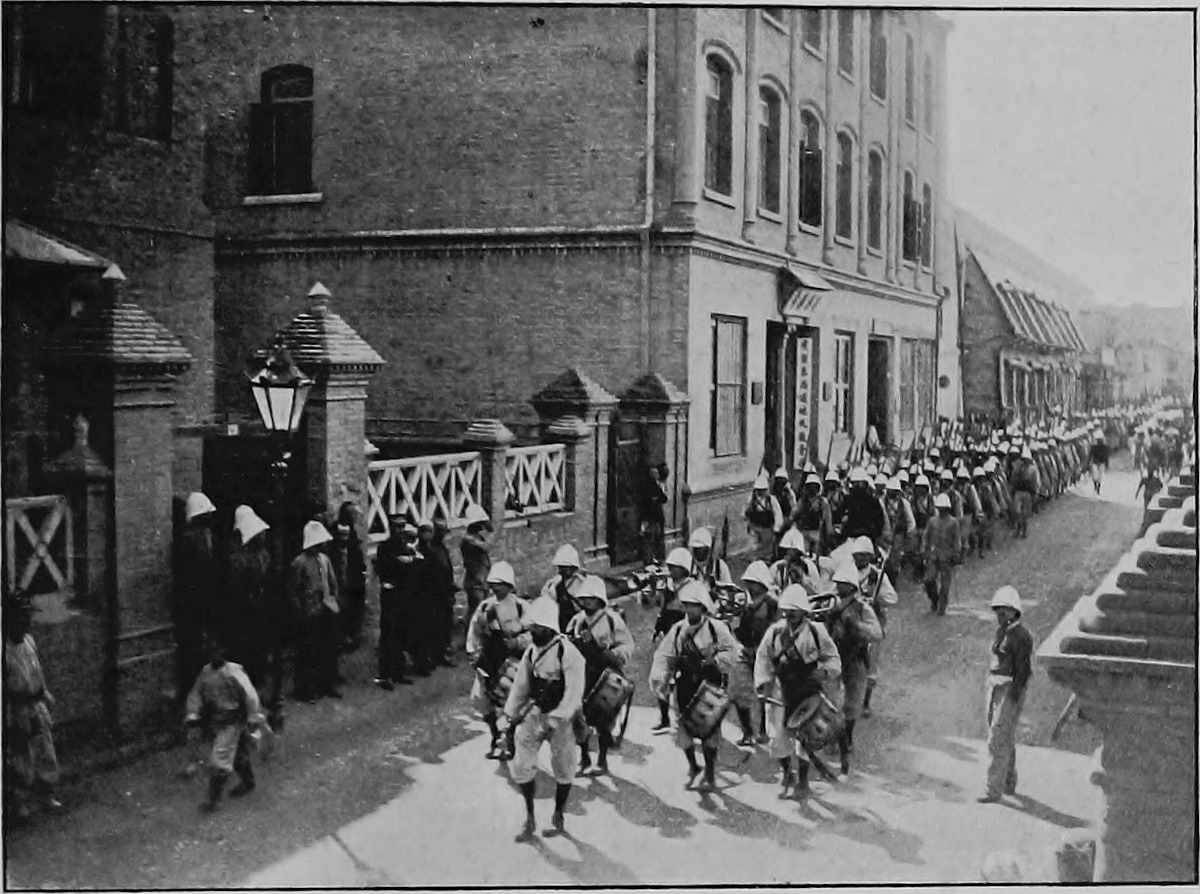
Infanterie coloniale française dans la concession française de Tientsin, vers 1901.

Le corps expéditionnaire français en Chine est l'unité militaire formée en 1900 par la France pour opérer en Chine lors de la guerre des Boxers. Il est dissous en 1901.

## Historique
Le corps, débarqué en Chine en septembre 1900, est composé de deux brigades, la 1re formée de troupes dépendant du ministère de la Marine et la 2e de troupes dépendant du ministère de la Guerre.
La 2e brigade rembarque en juillet 1901. Les troupes de la 1re brigade maintenues en Chine forment le 7 août 1901 la brigade d'occupation de Chine, renommée corps d'occupation de Chine en 1905.